# Sâncraiu Silvaniei, Sălaj
Sâncraiu Silvaniei este un sat în comuna Dobrin din județul Sălaj, Transilvania, România. Atestat documentar încă din anul 1345 Zentkiraly,poss. Zentkyral .
 Acest articol despre o localitate din județul Sălaj este deocamdată un ciot. Puteți ajuta Wikipedia prin completarea lui.

1. ↑  Pop, Florica (2020). DOBRIN NUME de LEGENDĂ. SILVANIA. p. 22.